# Pithomyces sacchari
Pithomyces sacchari är en svampart som först beskrevs av Speg., och fick sitt nu gällande namn av M.B. Ellis 1960. Pithomyces sacchari ingår i släktet Pithomyces och familjen Pleosporaceae.   Inga underarter finns listade i Catalogue of Life.